# Izvoarele, Teleorman
Izvoarele este satul de reședință al comunei cu același nume din județul Teleorman, Muntenia, România.